# Aliuska López
Aliuska Yanira López Pedroso (L'Avana, 29 agosto 1969) è un'ex ostacolista e velocista cubana naturalizzata spagnola.

## Palmarès[1]

### Mondiali indoor
- 2 medaglie:
  - 1 oro (Barcellona 1995 nei 60 m ostacoli)
  - 1 bronzo (Siviglia 1991 nei 60 m ostacoli)

### Coppa del mondo
- 2 medaglie:
  - 2 ori (L'Avana 1992 nei 100 m ostacoli; Londra 1994 nei 100 m ostacoli)

### Mondiali under 20
- 3 medaglie:
  - 1 oro (Sudbury 1988 nei 100 m ostacoli)
  - 2 argenti (Atene 1986 nei 100 m ostacoli; Sudbury 1988 nella staffetta 4x100 m)

### Universiadi
- 1 medaglia:
  - 1 argento (Zagabria 1987 nei 100 m ostacoli)

### Giochi panamericani
- 4 medaglie:
  - 3 ori (L'Avana 1991 nei 100 m ostacoli; Mar del Plata 1995 nei 100 m ostacoli; Winnipeg 1999 nei 100 m ostacoli)
  - 1 bronzo (Indianapolis 1987 nei 100 m ostacoli)

### Goodwill Games
- 2 medaglie:
  - 2 argenti (San Pietroburgo 1994 nei 100 m ostacoli; San Pietroburgo 1994 nella staffetta 4x100 m)

### Giochi centro-americani e caraibici
- 2 medaglie:
  - 2 ori (Città del Messico 1990 nei 100 m ostacoli; Ponce 1993 nei 100 m ostacoli)

### Campionati centro-americani e caraibici
- 2 medaglie:
  - 1 oro (San Juan 1997 nei 100 m ostacoli)
  - 1 argento (San Juan 1989 nei 100 m ostacoli)

### Campionati ibero-americani
- 2 medaglie:
  - 2 ori (Siviglia 1992 nei 100 m ostacoli; Huelva 2004 nei 100 m ostacoli[2])